# ثنائي عضوي باعث للضوء مرن

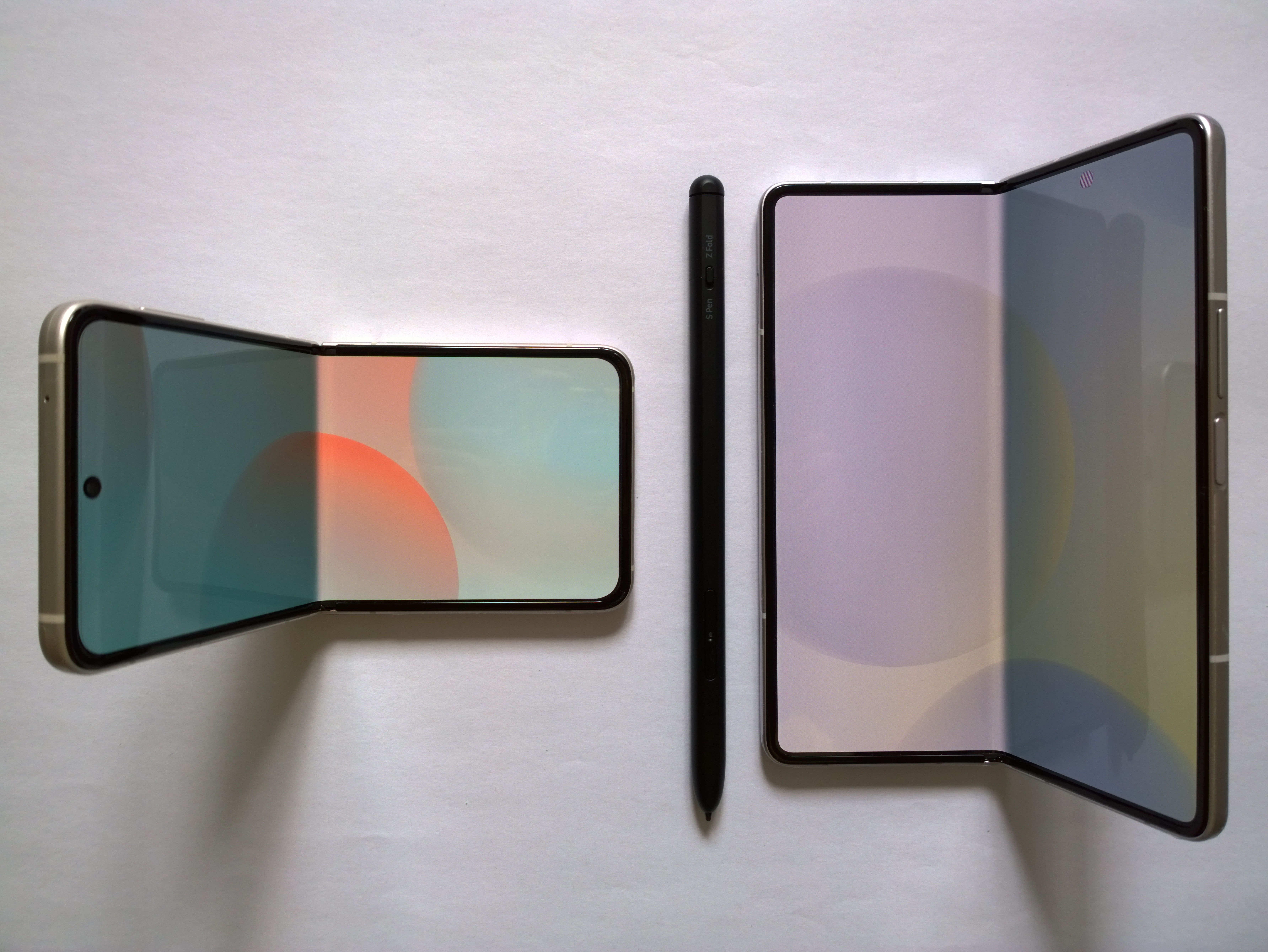
شاشات OLED مرنة على الهواتف الذكية القابلة للطي

الصمام الثنائي العضوي الباعث للضوء المرن أو إف أو إل إي دي (بالإنجليزية: Flexible organic light-emitting diode واختصاراً: FOLED)‏ هو نوع من الصمامات الثنائية العضوية الباعثة للضوء (OLED) يشتمل على رقاقة بلاستيكية مرنة ترسب عليها أشباه الموصلات العضوية المضيئة كهربائياً. يتيح ذلك للأجهزة أن تنثني بمرونة أو أن يتم طيها أثناء التشغيل. حالياً تَشغُل صمامات FOLED تركيز البحث في المجموعات الصناعية والأكاديمية كإحدى طرق تصنيع الشاشات القابلة للطي.

## التفاصيل الفنية والتطبيقات

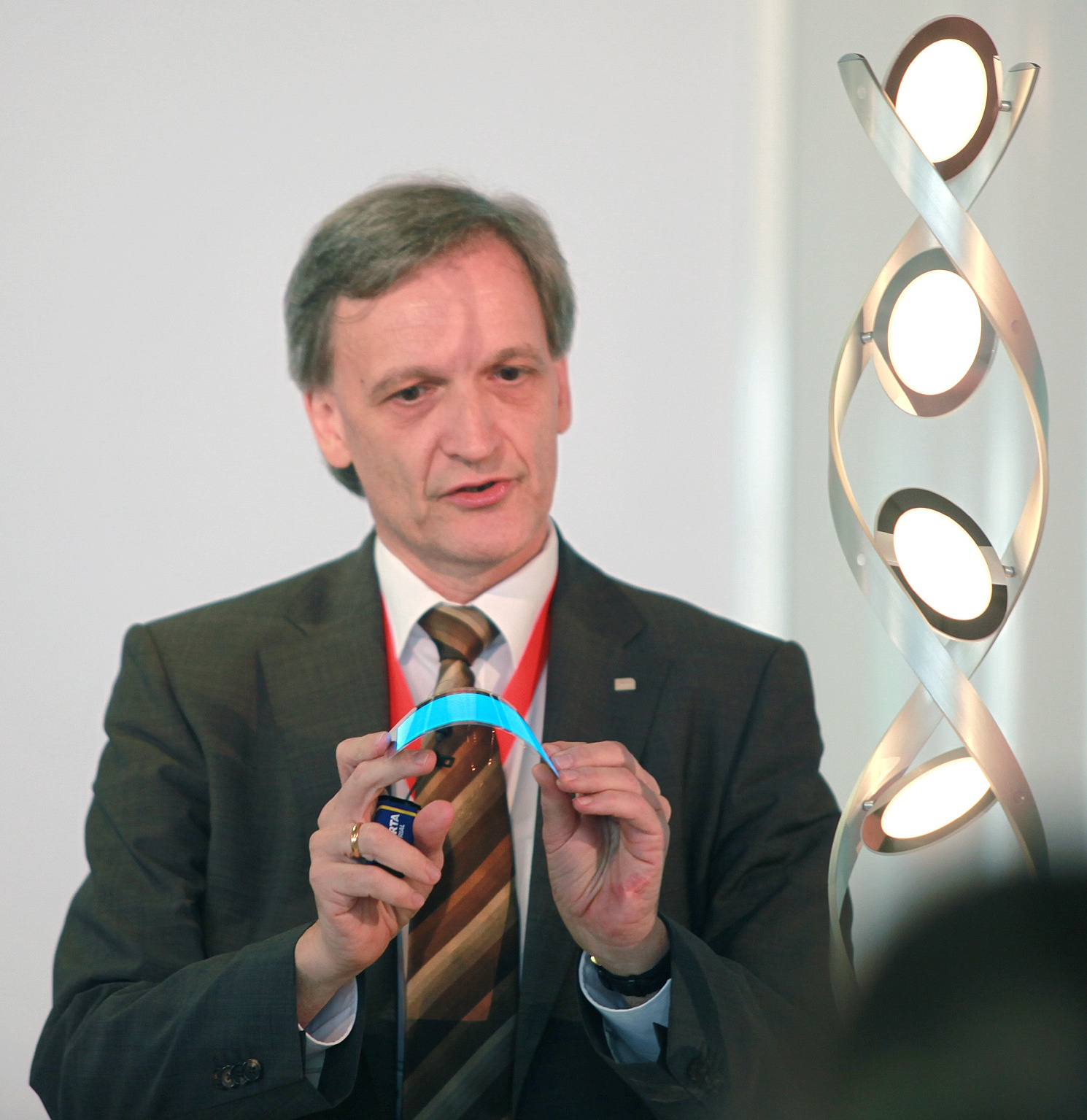
عرض توضيحي لمصباح OLED مرن يعمل بالبطارية من ميرك جروب

ينبعث الضوء من صمامات OLED بسبب الضيائية الكهربائية للأغشية الرقيقة المصنوعة من أشباه الموصلات العضوية بسُمك حوالي 100 نانومتر. عادةً ما يتم تصنيع صمامات OLED العادية على رقاقة زجاجية، ولكن عن طريق استبدال الزجاج ببلاستيك مرن مثل البولي إيثيلين تيرفثالات (PET) من بين مواد أخرى، يمكن جعل صمامات OLED خفيفة الوزن وقابلة للطي.
قد لا تكون هذه المواد مناسبة للأجهزة المماثلة القائمة على أشباه الموصلات غير العضوية بسبب الحاجة إلى مطابقة الشبكة البلورية وإجراءات التصنيع ذات درجة الحرارة العالية المُتَضمَنة.
في المقابل، يمكن تصنيع أجهزة FOLED عن طريق ترسيب الطبقة العضوية على الركيزة باستخدام طريقة مستمدة من الطباعة النافثة للحبر (Inkjet)، مما يسمح بالتصنيع البَكَري للإلكترونيات المطبوعة غير المكلف.
يمكن استخدام صمامات FOLED في إنتاج الشاشات قابلة للطي أو الورق إلكتروني أو الشاشات القابلة للانحناء التي يمكن دمجها في الملابس أو ورق الحائط أو الأسطح المنحنية الأخرى. تم عرض نماذج أولية من قبل شركات مثل سوني، والتي يمكن لفها حول جسم بسُمك قلم رصاص.

## العيوب
تؤدي كل من الركيزة المرنة نفسها بالإضافة إلى عملية ثني الجهاز إلى إجهاد المواد. قد يكون هناك إجهاد متبقي من ترسب الطبقات على ركيزة مرنة، وإجهادات حرارية بسبب اختلاف معامل التمدد الحراري للمواد في الجهاز، بالإضافة إلى الإجهاد الخارجي من ثني الجهاز.
قد يؤدي الإجهاد المطبّق في الطبقات العضوية إلى تقليل كفاءة أو سطوع الجهاز مع تشوه الشكل، أو قد يتسبب في انهيار كامل للجهاز تماماً. أكسيد قصدير الإنديوم (ITO)، المادة الأكثر استخداماً كأنود شفاف هو مادة هشّة، فمن الممكن أن يحدث كسر في الأنود قد يزيد من المقاومة الصفائحية لأكسيد قصدير الإنديوم أو يعطل بنية طبقات صمام OLED. على الرغم من أن ITO هي مادة الأنود الأكثر شيوعاً والأفضل فهماً المستخدمة في صمامات OLED، فقد تم بحث مواد بديلة أكثر ملاءمة للتطبيقات المرنة بما في ذلك الأنابيب النانوية الكربونية.
تمثل التغشية الدقيقة تحدياً آخر لأجهزة FOLED المرنة، فالمواد الموجودة في صمامات OLED حساسة للهواء والرطوبة مما يؤدي إلى تفكك المواد نفسها، بالإضافة إلى إخماد الحالات المثارة داخل الجزيء. الطريقة الشائعة لتغليف صمامات OLED العادية هي إغلاق الطبقة العضوية بين الزجاج. لا تعتبر طرق التغشية الدقيقة المرنة حاجزاً كفئاً للهواء والرطوبة مثل الزجاج، ويهدف البحث الحالي إلى تحسين تغليف الثنائيات العضوية المرنة التي ينبعث منها الضوء.

## أنظر أيضاً
- إلكترونيات مرنة
- صمام ثنائي عضوي باعث للضوء
- صمام ثنائي عضوي فوسفوري باعث للضوء
- شاشة مرنة

## روابط خارجية
- هل أجهزة الكمبيوتر المحمولة القابلة للطي هي المستقبل؟